# 20 април
20 април е 110-ият ден в годината според григорианския календар (111-и през високосна година). Остават 255 дни до края на годината.

## Събития
- 1653 г. – Оливър Кромуел разпуска парламента в Англия.
- 1792 г. – Франция обявява война на Австрия и започва поредицата Революционни войни.
- 1841 г. – Във Филаделфия Едгар Алън По публикува Убийство на улица Морг, смятан за първия криминален разказ.
- 1846 г. – В Лайпциг Иван Богоров издава първия брой на първия български вестник Български орел.
- 1876 г. – Избухва Априлското въстание, насочено срещу османското владичество в България.
- 1920 г. – Официално са открити VII летни олимпийски игри в Антверпен, Белгия.
- 1935 г. – Започва да функционира автобусният транспорт в София.
- 1940 г. – В САЩ е демонстриран първият електронен микроскоп.
- 1941 г. – България във Втората световна война: Втора българска армия окупира Беломорска Тракия.
- 1943 г. – Започва избиването на евреи във Варшавското гето.
- 1967 г. – Самолет на „Глоб Еър“ катастрофира в Никозия, Кипър и убива 126 души.

- 1968 г. – Състои се първият концерт на „Дийп Пърпъл“ в градчето Таструп, Дания.
- 1968 г. – Самолетът при полет 228 на „Саут Африкан Еъруейс“ се разбива в земята скоро след излитане от международно летище Стрийдом, Югозападна Африка (днешна Намибия) и убива 123 от общо 128 пътници и екипаж на борда.
- 1972 г. – Аполо 16 каца на Луната.
- 1975 г. – Село Виница става квартал на Варна.
- 1978 г. – Самолетът при полет 902 на „Кориън Еър Лайнс“ е принудително приземен върху ледено езеро в Карелска АССР, РСФСР от изтребител „Су-15“, след като нарушава съветското въздушно пространство.
- 1984 г. – Христо Проданов става първият български алпинист, който изкачва връх Еверест, при завръщането си от който, два дни по-късно, загива.
- 1998 г. – Германската терористична групировка Фракция Червена армия обявява, че се саморазпуска след 28 години съществуване.
- 1999 г. – Учениците Ерик Харис и Дилън Клиболд извършват масово убийство в гимназията на Колумбайн, Колорадо, като убиват 13 и раняват 24 души, преди да се самоубият.
- 2010 г. – Експлозия на нефтената платформа „Дийпуотър Хърайзън“ в Мексиканския залив причинява най-големия нефтен разлив в историята на нефтената индустрия.
- 2012 г. – Самолетът при полет 213 на „Бходжа Еър“ се разбива близо до Равалпинди, Пакистан и убива всички 127 души на борда.

## Родени
- 1492 г. – Пиетро Аретино, италиански писател († 1556 г.)
- 1727 г. – Флоримон-Клод дьо Мерси-Арженто, белгийски дипломат († 1794 г.)
- 1808 г. – Наполеон III, френски политик и император († 1873 г.)
- 1818 г. – Хайнрих Гьобел, американски изобретател († 1893 г.)
- 1839 г. – Карол I, крал на Румъния († 1914 г.)
- 1846 г. – Георги Икономов, български революционер († 1876 г.)
- 1848 г. – Курд Ласвиц, германски писател († 1910 г.)
- 1856 г. – Кирил Ботев, български генерал, брат на Христо Ботев († 1944 г.)
- 1857 г. – Херман Банг, датски писател († 1912 г.)
- 1858 г. – Георги Мечконев, български военен деец († 1930 г.)
- 1868 г. – Тома Давидов, български офицер и революционер († 1903 г.)
- 1873 г. – Гомбожаб Цибиков, руски изследовател († 1930 г.)
- 1879 г. – Итало Гариболди, италиански офицер († 1970 г.)
- 1881 г. – Николай Мясковски, руски композитор († 1950 г.)
- 1889 г. – Адолф Хитлер, германски диктатор († 1945 г.)
- 1889 г. – Георги Овчаров, български архитект († 1953 г.)
- 1891 г. – Паисий Каравелов, български духовник и общественик († 1944 г.)
- 1893 г. – Жоан Миро, испански художник († 1983 г.)
- 1893 г. – Харолд Лойд, американски актьор († 1971 г.)
- 1907 г. – Августин Кандиотис, гръцки духовник († 2010)
- 1918 г. – Кай Сигбан, шведски физик, Нобелов лауреат († 2007)
- 1927 г. – Карл Мюлер, швейцарски физик, Нобелов лауреат през 1987 г.
- 1927 г. – Павел Луспекаев, съветски актьор († 1970 г.)
- 1928 г. – Добри Палиев, български перкусионист, композитор († 1997 г.)
- 1928 г. – Робърт Бърн, американски шахматист († 2013 г.)
- 1929 г. – Вадим Юсов, руски кинооператор († 2013 г.)
- 1932 г. – Тончо Русев, български композитор, диригент и музикант († 2018 г.)
- 1932 г. – Ибро Лолов, български акордеонист († 2015 г.)
- 1937 г. – Джордж Такеи, американски актьор
- 1939 г. – Джо Камп, американски режисьор
- 1941 г. – Райън О'Нийл, американски актьор
- 1943 г. – Венцеслав Николов, български виолончелист, диригент и педагог
- 1943 г. – Джон Елиът Гардинър, английски диригент
- 1945 г. – Грегъри Олсен, американски астронавт
- 1946 г. – Рикардо Мадуро, президент на Хондурас
- 1947 г. – Виктор Суворов, руски писател
- 1949 г. – Джесика Ланг, американска актриса
- 1950 г. – Александър Лебед, руски генерал († 2002 г.)
- 1951 г. – Лутер Вандрос, американски певец († 2005 г.)
- 1953 г. – Николай Грънчаров, български футболист († 1997 г.)
- 1954 г. – Росица Борджиева, българска певица
- 1956 г. – Каха Бендукидзе, грузински политик († 2014 г.)
- 1959 г. - Вим Хоф, холандски ментор, известен още като „Ледения човек“
- 1962 г. – Стамен Явахчов, български пантомимист
- 1964 г. – Анди Съркис, английски актьор
- 1964 г. – Деа Лоер, германска писателка
- 1970 г. – Стефан Цветков, български тенисист
- 1972 г. – Желко Йоксимович, сръбски певец
- 1972 г. – Кармен Електра, американски модел и актриса
- 1976 г. – Йоанис Папайоану, гръцки шахматист
- 1976 г. – Шей Гивън, ирландски футболист (вратар)
- 1977 г. – Алехандро Сичеро, венецуелски футболист
- 1985 г. – Кърт Хокинс, американски кечист

## Починали
- 1089 г. – Димитър Звонимир, крал на Хърватия (* неизв.)
- 1164 г. – Виктор IV, римски антипапа (* 1095 г.)
- 1314 г. – Климент V, римски папа (* 1264 г.)
- 1768 г. – Джовани Каналето, италиански художник (* 1697 г.)
- 1872 г. – Людевит Гай, хърватски писател (* 1809 г.)
- 1885 г. – Густав Нахтигал, германски военен лекар (* 1834 г.)
- 1912 г. – Брам Стокър, ирландски писател (* 1847 г.)
- 1918 г. – Карл Фердинанд Браун, германски физик, Нобелов лауреат (* 1850 г.)
- 1918 г. – Христо Никифоров, български политик (* 1855 г.)
- 1923 г. – Прокопий Лазаридис, гръцки духовник, митрополит на Вселенската патриаршия, новомъченик, обявен за светец (* 1859 г.)
- 1925 г. – Иван Минков, български опълченец (* 1883 г.)
- 1939 г. – Петър Ацев, български революционер (* 1877 г.)
- 1947 г. – Кристиан X, крал на Дания (* 1870 г.)
- 1948 г. – Мицумаса Йонаи, министър-председател на Япония (* 1880 г.)
- 1952 г. – Александрин фон Мекленбург-Шверин, кралица на Дания (* 1879 г.)
- 1953 г. – Ерих Вайнерт, германски поет († 1890 г.)
- 1960 г. – Ксения Александровна, велика руска княгиня (* 1875 г.)
- 1962 г. – Иван Вълков, български офицер (* 1875 г.)
- 1964 г. – Димитър Ганев, български комунист (* 1898 г.)
- 1965 г. – Стефан Сърчаджиев, български кинорежисьор (* 1912 г.)
- 1970 г. – Паул Целан, австрийски поет (* 1920 г.)
- 1982 г. – Ацо Шопов, македонски писател (* 1923 г.)
- 1982 г. – Юлиус Тинцман, германски писател (* 1907 г.)
- 1989 г. – Дору Давидович, румънски авиатор и уфолог (* 1945 г.)
- 1992 г. – Бени Хил, британски комик (* 1924 г.)
- 1995 г. – Милован Джилас, югославски политик (* 1911 г.)
- 1996 г. – Кристофър Робин Милн, английски писател (* 1920 г.)
- 1999 г. – Рик Руд, американски кечист (* 1958 г.)
- 2001 г. – Николай Ковачев, български езиковед
- 2008 г. – Ксенте Богоев, македонски политик (* 1919 г.)
- 2018 г. – Авичи, шведски диджей (* 1989 г.)
- 2021 г. – Идрис Деби, чадски политик (* 1952 г.)

## Празници
- Международен ден на свободния печат. Обявен е през 1991 г. от организацията „Репортери без граница“.
- Астрология: последен ден на слънчевия знак Овен
- Международен празник на канабис културата – 4/20